# 塑料颗粒水污染

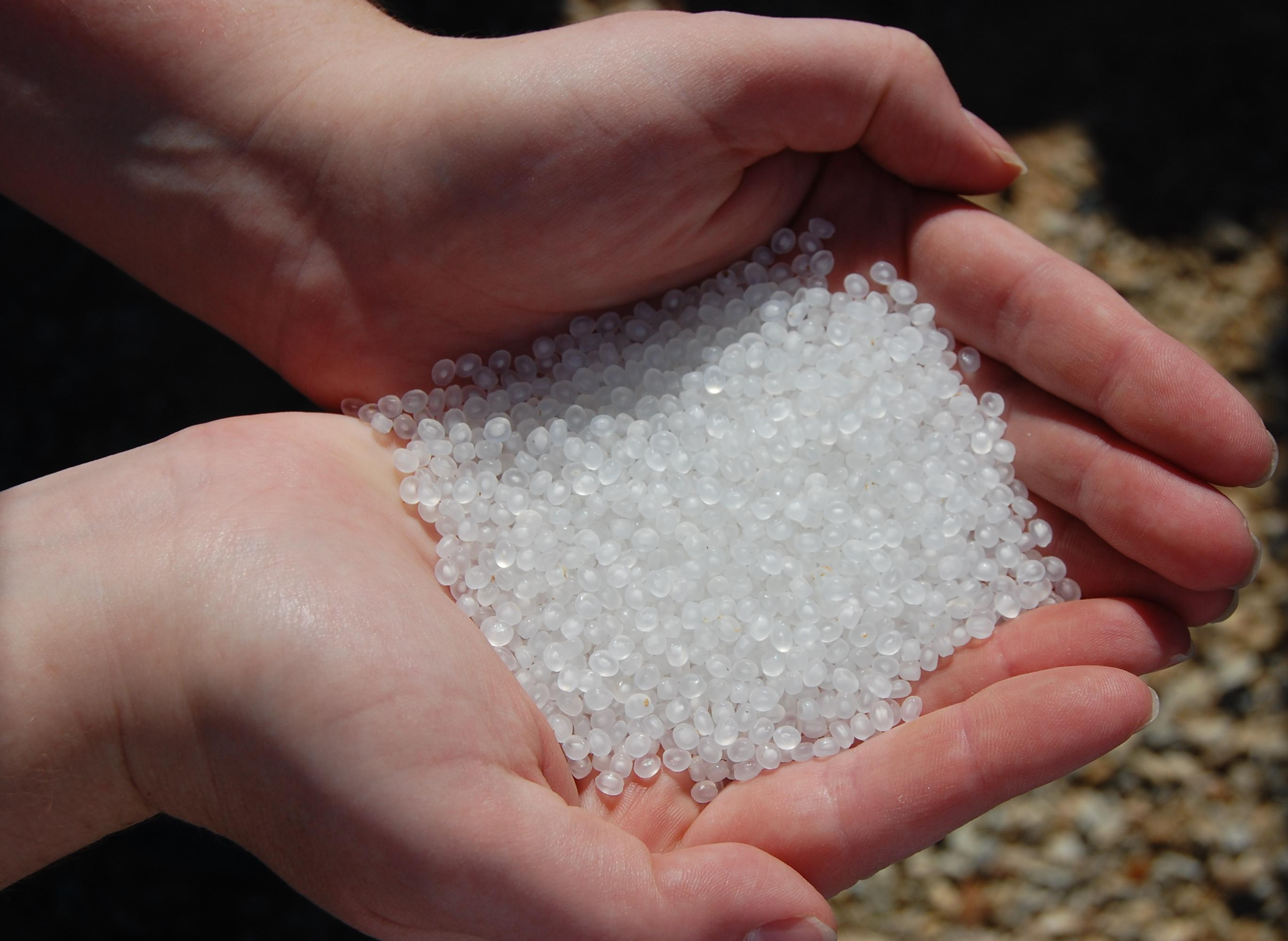
美国路易斯安那州派恩维尔的一列火车洒在轨道边的一捧塑胶颗粒

塑料颗粒水污染特指一类主要由工业生产和利用的塑料颗粒造成的海洋廢棄物污染。这些塑料颗粒是工业上生产塑料的原料之一。塑料颗粒水污染的污染物可能是由用户手中的塑料成品剥离产生的颗粒形成，也可能来自工业生产运输中泄漏的塑料颗粒，或是被海洋拍打的塑料垃圾形成的颗粒。构成这类污染的污染物有时候也被称为微塑料。若这些塑料被释放到环境中，对海洋与沙滩都将造成污染。

## 描述
塑料树脂颗粒被认为是构成这类污染的首要污染物，是微塑料的重要组成部分。（微塑料指在生产时就被设计为1-5毫米直径的塑料颗粒。）每年，美国大约生产2700万吨的这类颗粒。平均每20微克的高密度聚乙烯材料就由1粒塑料颗粒熔化而成，而这些颗粒直径多在5 mm（0.20英寸）以下。

## 环境影响

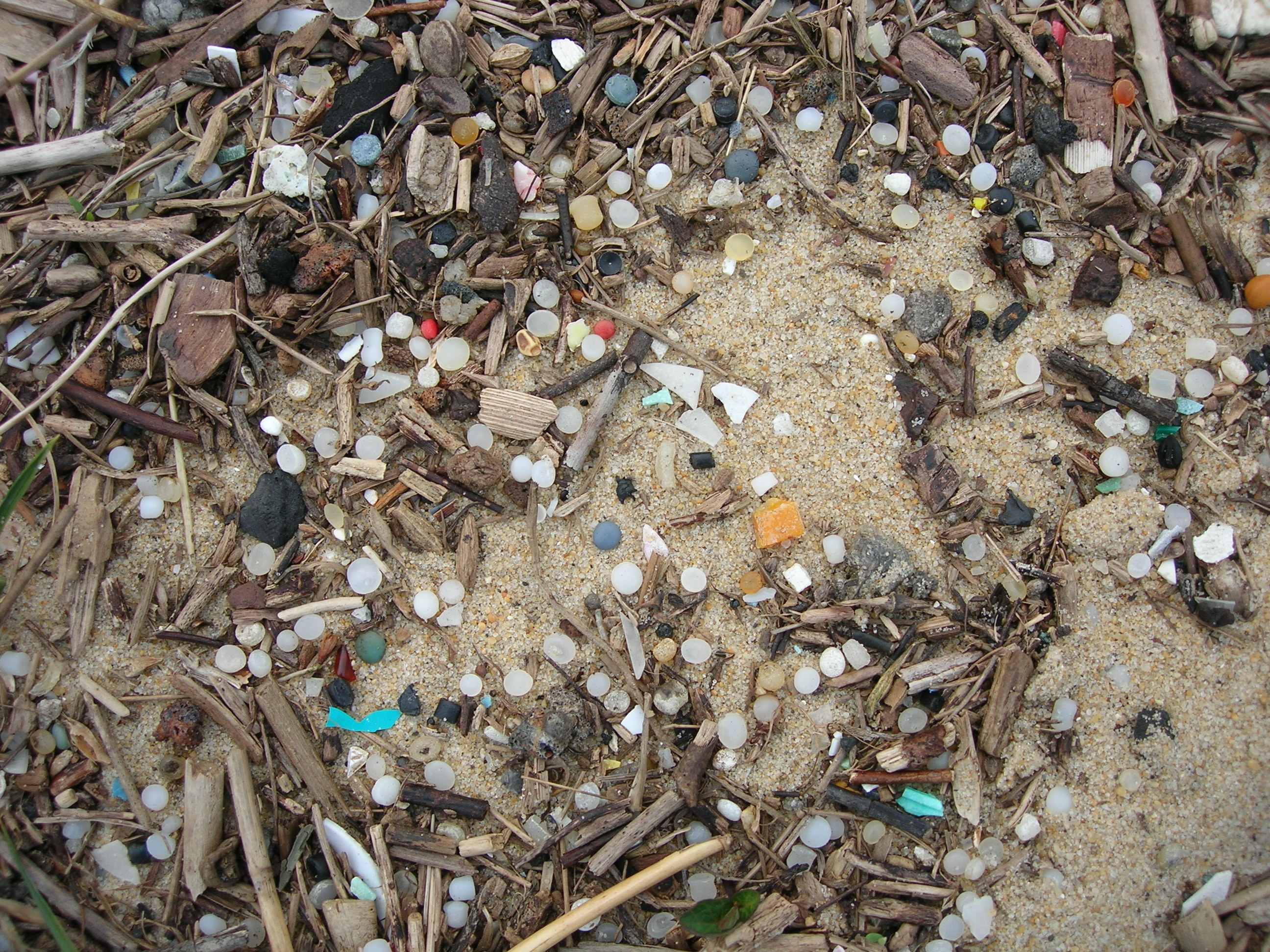
法国西南部一处海滩上的塑料颗粒（拍摄于2011年）

塑料颗粒是海洋廢棄物的主要来源之一。研究人员曾经在加州橙縣的沙滩上进行过三个月的调查，发现塑料颗粒是最常见的污染物。2001年在当地的调查显示，调查中收集到的98%的沙滩污染物都来自于塑料颗粒。水中的塑料颗粒既可能是塑料化工的原材料，亦可能是剥离自较大的塑料。
太平洋垃圾帶是海洋中塑料垃圾的主要分布地之一，这一垃圾带其实是一团海洋廢棄物组成的巨型漂浮物，因为其中大量的塑料垃圾而闻名。
工业生产流程中泄漏出来的塑料颗粒循水路进入海洋，亦成为海洋以及沙滩上的塑料污染的主要来源之一。许多研究监测到的塑料颗粒污染主要分布于水底或者沙滩上，且往往由聚乙烯或聚丙烯组成——后两者因此成为微塑料污染中的主要塑料类型。这些塑料颗粒严重威胁了海洋生物：特别是生态链底端的生物，如磷蝦等，不断因为误食塑料颗粒造成的进食或呼吸困难而死亡。许多不同海洋生物的消化道中塑料颗粒被发现会在其体内被溶蚀，释放出聚氯乙烯一类的塑化剂，从而造成生理上的伤害。塑料颗粒能产生两种形式的微型污染物：1）其中本身带有的化学添加剂；2）其因为亲近的化学性质而从海水中富集的疏水污染物——例如，在日本海岸附近水域收集的塑料颗粒中，PCB和DDE这两种对环境有害的物质的浓度至多可以达到其周边水域的100万倍以上。
除了以上的塑料颗粒外，供去角质化妆品中使用的更小直径的塑料微珠在水中也常有发现。

## 食品影響
美國明尼蘇達州大學與紐約州立大學的研究團隊，曾從一般市民買入食鹽的地方抽查，以當地中2.3克食用鹽為例，每年約汲取660個單元的塑微膠粒。華東師範大學的研究人員在2015年從中國超市購入15個品牌的食鹽，發現每公斤海鹽含微塑膠550至681個，不同品牌微塑膠含量未見大分別；而每公斤湖鹽則含微塑膠43至364個；每公斤岩鹽含微塑膠7至200個。研究發現，微塑膠屬製造膠樽的聚對苯二甲酸乙醇酯（PET）、聚乙烯（PE）、玻璃紙和多種塑膠。在海鹽和海產食物中發現的塑膠顆粒，對人類健康影響效果未明。
綠色和平2018年10月研究，分別驗測多個不同產地的海鹽、湖鹽及岩鹽樣本，結果指出海鹽的微塑膠含量遠超其他兩種鹽，超過9成樣本驗出體積介乎0.1毫米至5毫米微塑膠。綠色和平項目主任陳可淳指出：「研究結果證明不同種類、地區、價格的食鹽都發現含有微塑膠，亞洲地區的污染情況尤其嚴重，而儀器無法驗測的，小於0.1毫米的微塑膠數量更可能多不勝數。除了鹽，早前亦有其他研究發現全球170種海鮮、啤酒及飲用水都有微塑膠。塑膠污染無處不在，唯有源頭減廢才可以有效地解決問題，政府及企業夠鐘走塑，否則我們只會自食其膠。」

## 相关事故
2012年7月24日颱風过后，中国石化在香港有装有150吨塑料颗粒的货柜坠海，其中的颗粒大量泄漏，并被冲刷至石澳、長洲、馬灣、南丫島等香港南部海岸。此次事件干扰了海洋生态环境，当地渔业也遭受损失。

## 环境行动与应对
2019年綠色和平集結公眾力量，在三星期內盤點了逾12,000件貨品，記錄了裸裝及有包裝產品的貨品數量，並仔細數有包裝產品用了多少層塑膠。結果發現，調查的超市貨品84%被即棄塑膠包裹，當中52%都是超市自行加上，額外製造大量塑膠垃圾。
塑料颗粒大追踪（英語：The Great Nurdle Hunt）是一项环保行动，于2017年的6月2-5日在英国各地举行，其目的是唤醒人们对塑料颗粒污染的意识。项目追查海滩污染的来源，并通过图片分享的方式，帮助人们了解英国各地海滩上的污染来源。此次大追踪活动确定了73%的英国海滩各自的污染来源之归属。
2001年，塑料工业协会发起了清洁扫除行动（英語：Operation Clean Sweep），旨在阻止一切运输过程中的塑料泄漏，美国化学理事会随后加入了这一行动。这一自愿性质的监管强化项目为其成员准备了一份手册，手册罗列了其减少运输与生产损耗的方法。项目也为成员提供必要的培训。

## 拓展阅读
- Moore, C; S Moore; M Leecaster; S Weisberg.  (PDF). Marine Pollution Bulletin. 2001, 42 (12): 1297–1300  [2018-03-17]. ISSN 0025-326X. PMID 11827116. doi:10.1016/S0025-326X(01)00114-X. （原始内容存档 (PDF)于2017-08-08）.
- Michelle Allsopp; Adam Walters; David Santillo & Paul Johnston.  (PDF). Netherlands: Greenpeace. 2006  [2018-03-17]. （原始内容存档 (PDF)于2017-01-29）.